# Hatne, Kiev-Sveatoșîn
Hatne (în ucraineană Гатне) este o comună în raionul Kiev-Sveatoșîn, regiunea Kiev, Ucraina, formată numai din satul de reședință.

## Demografie
Componența lingvistică a comunei Hatne
     Ucraineană (95,43%)
     Rusă (4,21%)
     Alte limbi (0,09%)
Conform recensământului din 2001, majoritatea populației comunei Hatne era vorbitoare de ucraineană (95,43%), existând în minoritate și vorbitori de rusă (4,21%).